# Испанская рапсодия (Лист)
Испанская рапсодия (Rhapsodie espagnole), S.254, R.90 ― сольная пьеса для фортепиано, написанная Ференцем Листом в 1863 году. На написание пьесы композитора вдохновило путешествие по Испании и Португалии и услышанные в этих странах народные мелодии. Продолжительность произведения составляет около 11-14 минут. Пьеса содержит много технических сложностей, таких как быстрые октавы и широкие аккорды. В 1894 году Ферруччо Бузони аранжировал рапсодию для фортепиано с оркестром.
Произведение содержит свободные вариации на тему фолии и арагонской хоты.